# Rainer Ganahl

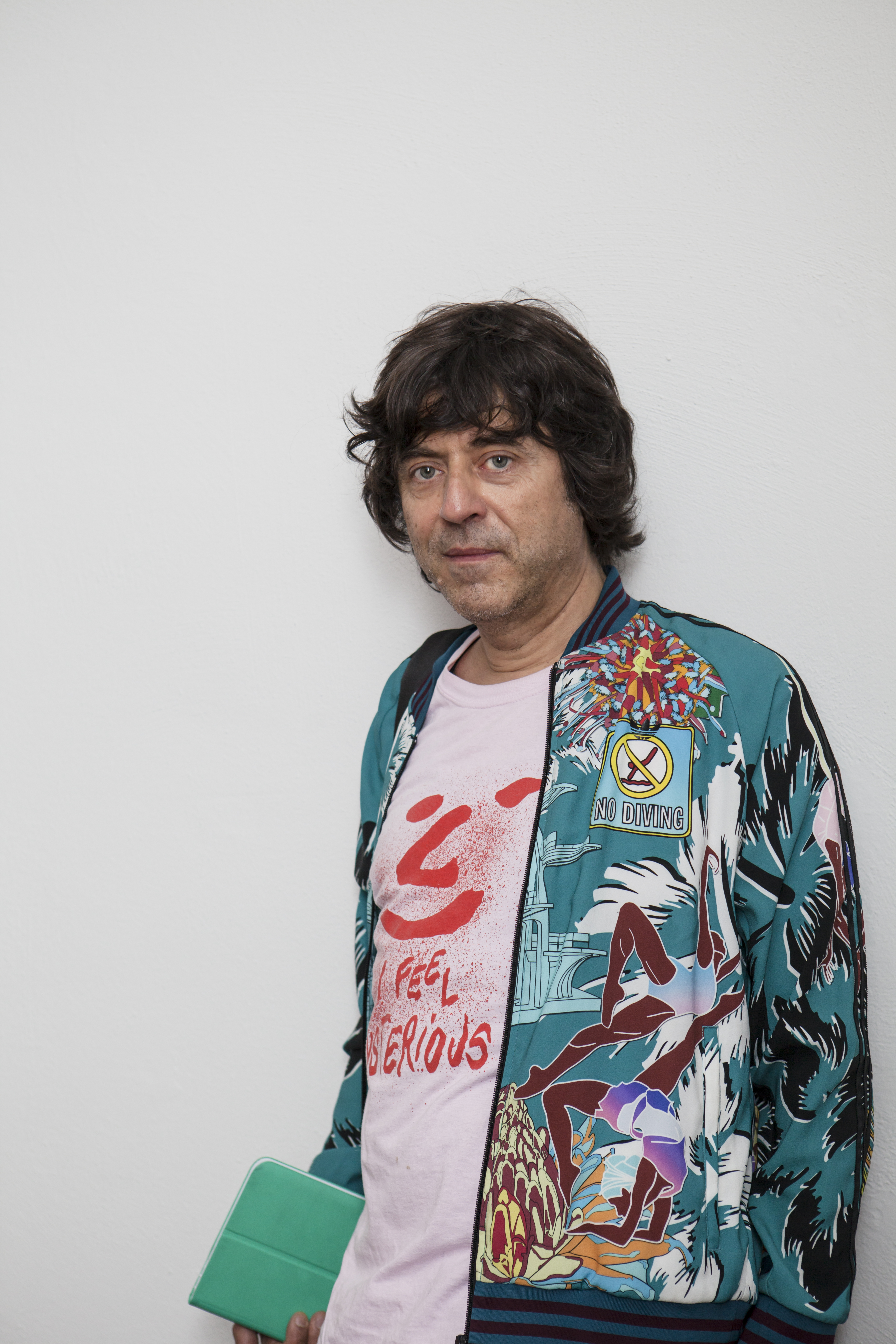
Rainer Ganahl (2015)

Rainer Ganahl (* 1961 in Bludenz) ist ein österreichisch-amerikanischer Künstler.

## Leben
Ganahl besuchte eine Handelsakademie und studierte von 1986 bis 1991 an der Hochschule für angewandte Kunst Wien bei Peter Weibel und an der Kunstakademie Düsseldorf bei Nam June Paik. 1990/91 nahm er am Independent Study Program des Whitney Museum of American Art teil. Von 2006 bis 2022 war Ganahl als Professor für Bildhauerei – Material- und Raumkonzepte auch unter Einbeziehung Neuer Medien – an der Staatlichen Akademie der Bildenden Künste Stuttgart tätig.

## Arbeit
Wichtige Themen der postkonzeptionellen Arbeiten Rainer Ganahls sind Sprache, das Bildungssystem, Medien und Politik. So zeigt beispielsweise seine Fotoserie S/L (Seminars/Lectures) Vorlesungen und Vorträge an Universitäten. Sie zeigen nicht nur die Redner, sondern auch die Hörer und Studierenden im Publikum. Auf ähnliche Weise dokumentiert er sein eigenes Studium „exotischer“ Sprachen (z. B. Japanisch) in Form eines Kunstprojekts. In den ab 1995 veranstalteten „Imported-Reading Seminars“ wird das gemeinsame Studium wichtiger theoretischer Arbeiten aus verschiedenen Ländern auf Video dokumentiert.
Rainer Ganahls Arbeiten wurden mehrfach im Rahmen der Biennale di Venezia gezeigt: 1999 im österreichischen Pavillon und zuletzt 2007. Seine Präsenz in der Ausstellung „New York - States of Mind“ unterstreicht Ganahls Verwurzelung in der New Yorker Kunstszene.

## Publikationen
- Use a bicycle, Rainer Ganahl, Der Lehrling in der Sonne. The Apprentice in the Sun, L’apprenti dans le soleil. Frankfurt: Revolver Verlag, 2007, ISBN 978-3-86588-386-5.
- MONEY AND DREAMS: COUNTING THE LAST DAYS OF THE SIGMUND FREUD BANKNOTE, Putnam, CT: Spring Publications, 2005, ISBN 0-88214-565-7.
- Road to War, König, Köln 2005, ISBN 3-88375-959-7.
- mit Gabriele Mackert: Next target? Versteinerte Politik. Frankfurt: Revolver Verlag, 2004. ISBN 3-86588-039-8.
- lueneburger-heide-sprechen. Frankfurt: Revolver, 2003. ISBN 3-934823-56-4.
- Reading Karl Marx. London: Book Works, 2001. ISBN 1-870699-57-2.
- IMPORTED – A Reading Seminar. New York: Semiotext(e), 1998. ISBN 1-57027-076-7.

## Auszeichnungen
- 1991 Vorarlberger Literaturstipendium
- 2003 Internationaler Kunstpreis des Landes Vorarlberg